# Hyparrhenia filipendula
Hyparrhenia filipendula là một loài thực vật có hoa trong họ Hòa thảo. Loài này được (Hochst.) Stapf mô tả khoa học đầu tiên năm 1918.

## Hình ảnh

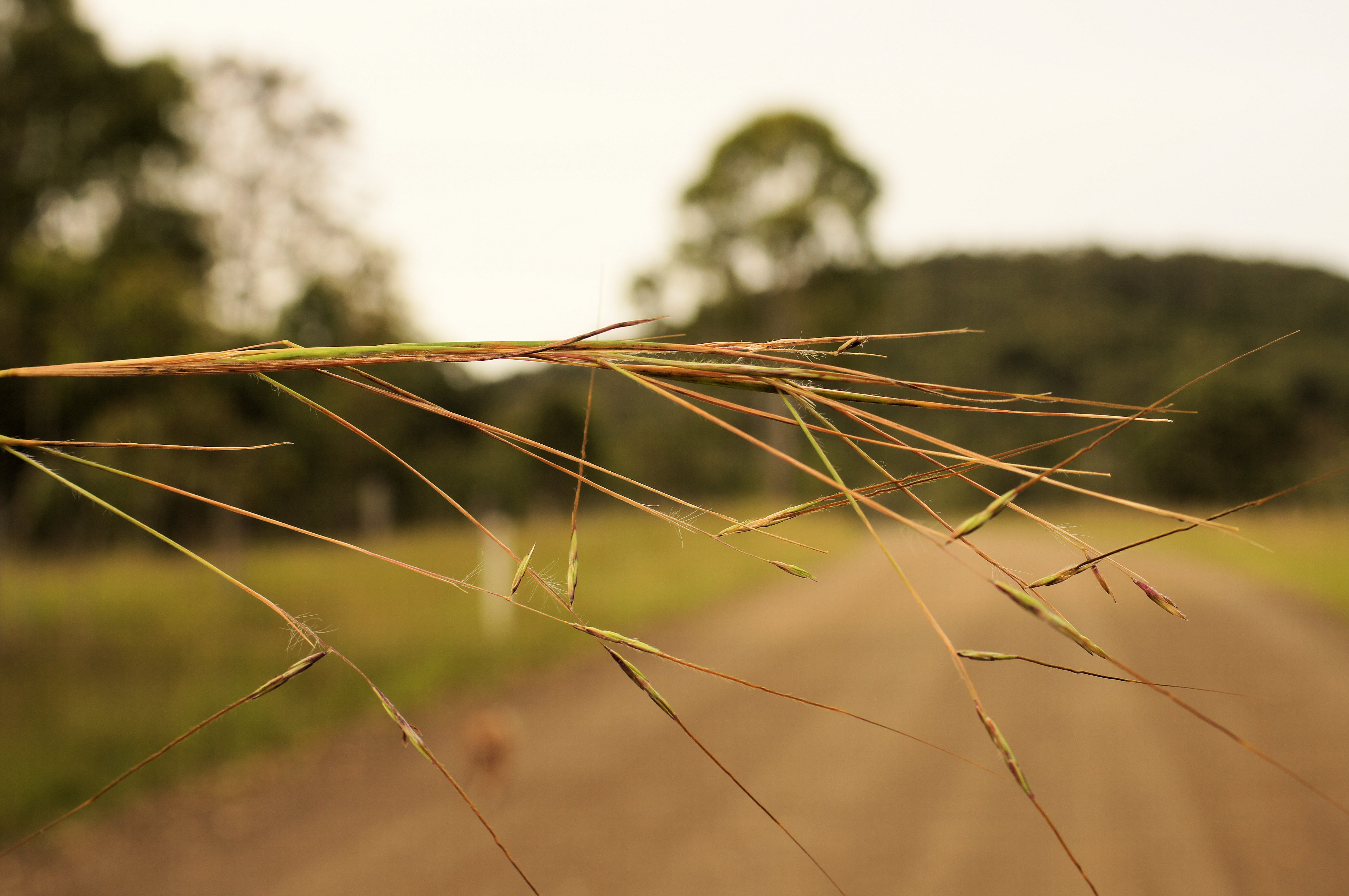
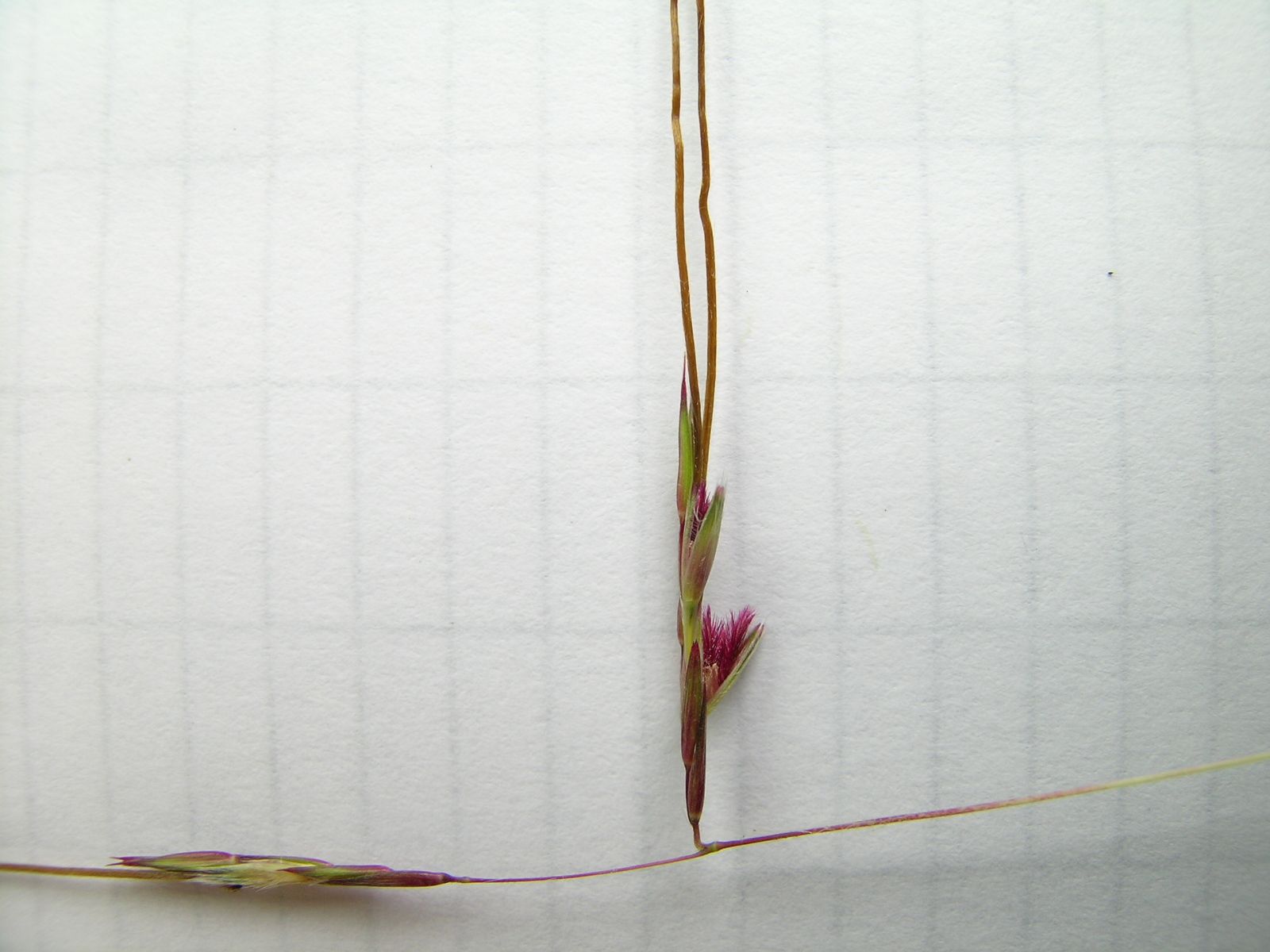